# Az Etyek és Vidéke Földművesszövetkezet Kossuth-díjas tagjai
Az Etyek és Vidéke Földművesszövetkezet négy földművese, vezetőségi tagja (más forrásban Etyek és Vidéke Földmívesszövetkezet néven szerepel) 1948-ban megosztva megkapta a Kossuth-díj arany fokozatát, az indoklás szerint azért, mert „három évvel ezelőtt [1945-ben] még nem volt semmijük, ma [1948-ban] 11 traktorral végzik a szántást. A község lakosságának 95 százalékát beszervezték a szövetkezet közösségébe [az indoklás szerint]. Saját gép-, asztalos-, bognár-, kádár-, kovácsműhelyük van, önerejükből iskolát, szülőotthont építettek.”
A munkaközösség tagja volt:
- Bogdán József (1909–1970) földműves, a szövetkezet vezetője
- Gyöngyösi Károly (1919–?) földműves, a szövetkezet vezetőségi tagja
- Meleg János (1894–1955) földműves, a szövetkezet vezetőségi tagja
- Szabó István (1901–1969) gazdasági vezető, a szövetkezet vezetőségi tagja